# 李丰 (曹魏)
李豐（200年代—254年），字安國，一說，字宣國，馮翊東縣（今陝西大荔）人，在曹魏官至中書令。其父李義為曹魏衛尉。

## 生平

### 小有名氣
曹魏魏文帝曹丕黃初年間，因其父親受任，被召隨軍。當時李豐是個十七八歲的平民百姓，在鄴下為人清正廉潔，也擅長識別人物，所以受到全國人稱讚，當時無人不去注意。隨軍到了許昌之後，其聲譽就日復一日地興隆。雖其父接受其小有名氣，因此要其閉門讀書，不讓那些賓客與其相處。
曹叡當太子時，李豐還在研習文學。曹叡登基後，曾問一個東吳來降的人說：「你在江東，聽過哪一位中原名士的名字？」降者就說：「只知道李安國罷了。」後來李豐為黃門郎，曹叡又問左右「李安國」是誰，在場的左右臣子都說：「李豐表字安國」。曹叡說：「難道李豐的名譽已被傳到吳越了？」後為騎都尉、給事中。曹叡駕崩後為永寧太僕。由於其名過其實，不被重用。

### 晚期
曹魏齊王曹芳正始年間，遷為侍中、尚書僕射。當時李豐常請病假，不去上班。依據法制，只要病假滿一百天就要停止俸祿，因此李豐就一直躲避這個期限，請病假幾天就康復，然後又生病了，就這樣「反覆生病」好幾年。當時，李豐兒子李韜被選中娶公主為妻時，李豐表面上推辭，而心裏卻是答應。李豐的兩個弟弟李翼和李偉都做了好多年的官，都做了郡守職務。李豐曾在別人面前勸告其兩個弟弟，言「當用榮位為」。之後司馬懿長久生病，李偉為太守時，喝酒誤事，使到新平和扶風兩郡混亂，而李豐也不管，眾人都認為其是依仗寵幸。
後來曹爽專權，李豐於曹爽和司馬懿兩面討巧，不明確地去表態，就當時有人去誹謗其說：「曹爽的勢力熱如湯，太傅（司馬懿）的勢力冷如漿，李豐兄弟就像個遊光（中國神話中的惡鬼，能使人家中失火）。」意義為李豐表面是好人，但內心奸險，跟遊光差不多。後來司馬懿奏請曹芳誅殺曹爽時，將戰車停在朝堂，告知李豐之後，李豐非常地害怕，嚇得六神無主，甚至還蜷伏於地，爬不起來。
後來司馬懿死後，中書令沒人做，大將軍司馬師去問朝臣意見，有人推介李豐。李豐覺得此官職並不特別重要，但想到自己與曹芳有聯姻關係，于是没有推辞，於是司马師上奏曹芳任用之。後來夏侯玄有很大威望，但因與曹爽是親戚，不能擔任有權勢的職位，平時都不快樂，而張緝因是皇后之父而被免除郡守，在家因此也不得意，雖然司马師已提拔了李豐，但李豐私下偏向夏侯玄。於是結交張緝，意图推翻司馬師，改任夏侯玄為大將軍。张緝因在朝中不快樂，而李豐掌權，彼此也是同鄉，其子李韜又娶了齊長公主，所以受張緝相信。李豐暗命其弟李翼請求入朝，想使其率兵進來一起舉事，但後來李翼請求進入朝廷，都不被批准。

### 死亡
254年2月，應當朝拜貴人，李豐等人打算借帝王所用的御駕親臨，所有的門都有皇帝的兵來誅殺司馬師，以夏侯玄來替代司马师，以張緝為驃騎將軍。李豐与黃門監蘇鑠、永寧署令樂敦、冗從僕射劉賢等同谋：“你们多有不法，大将军司馬師此人嚴厲剛毅，反复強調，张当的下場可做為鑒誡。”苏铄等都同意从命。但司马師聽到風聲，派王羕去用車請李豐，李豐看到司馬師的人來威脅自己，就只好隨王羕而去，李豐到了之後，司馬師向其詢問，李豐也不敢真實地說，司马師再責問李豐，李豐知道事情敗露，就厲聲痛罵司马師，因此使司马師大怒，就用刀把上的鐵環錘死李豐。
当夜，李丰的尸体被交付廷尉，廷尉锺毓不受，说：“非法官所治也。”得知情况并收到诏书后才接受。
事情被李豐洩透之後，張緝被司馬師賜死。锺毓奏李丰等图谋劫持皇帝、擅诛冢宰（司马师），大逆无道，请求依法治罪。于是公卿朝臣廷尉共议，都认为李丰等各受殊宠，典综机密，张缉承外戚椒房之尊，夏侯玄等是世臣，并居列位，却包藏祸心，构图凶逆，勾结宦官，授以奸计，想挟持皇帝谋诛司马师，改由自己辅政，倾覆京城，颠危社稷，认为钟毓说的符合法律，应该交钟毓处置。處斬李韜、夏侯玄、蘇鑠、樂敦、劉賢等人，並夷三族。其餘家屬搬遷去樂浪。另有诏书称齐长公主是先帝的女儿，故赦免其三子。李丰的女儿李婉本已嫁给贾充，也因此被流放因而夫妻分离，西晋建立后才获赦回来，但当时贾充已另娶郭槐，虽然晋武帝司马炎特地诏命贾充置左右夫人，互为平妻，但贾充仍因惧郭槐而向司马炎谦让辞谢。
曹芳为李丰之死大怒，问其死因，郭太后惧怕，呼曹芳入内，才作罢。曹芳因害怕不敢发动对抗司马师的政变，最终于九月被废。

## 性格特徵
李豐前後歷任兩朝官，不把經營家產放在心上，只依靠俸祿，其子李韜雖娶了公主，李豐經常約束其不要所有都侵占攫取。李豐也很施捨皇帝所給的東西，有時會得到皇帝所賜的錢財，布帛都施捨給外面的親族，皇帝所給的宮人大多都給弟子，還把那些賞賜都給了其諸位外甥。李豐死後有涉部門登記其家產，家中也無多餘錢財。

## 家庭

### 父親
- 李義，曹魏衛尉

### 弟弟
- 李翼，曹魏兗州刺史
- 李偉，曹魏扶風，新平太守

### 子女
- 子李韜，被選娶齊長公主，最後因反司馬師而被處死，處斬李韜。
- 女李婉，賈充妻，後來因其父之事被流放，回來後賈充因有妻子郭槐而被婉拒。

## 三國演義
在《三國演義》於第一百九回出現，只是敘述其與夏侯玄、張緝哭受曹芳血书密诏誅殺司馬師，沒想到出来就遇到司马师，司马师问他们为何退朝迟了，李丰答“在内廷侍候皇帝读书，看的是夏、商、周三代书，皇帝问伊尹扶商、周公摄政之事，我等皆奏：如今的司马大将军，就是伊尹、周公。”但三人因泪眼尚红被司马师识破，司馬師令夏侯玄、張緝和李豐都被判死刑，在集市上腰斬，滅其三族，當時三人罵不絕口，牙齒被打落，三人含糊不清罵了幾句就被斬死。